# Richton Park, Illinois
Richton Park är en ort (village) i Cook County, i delstaten Illinois, USA. Enligt United States Census Bureau har orten en folkmängd på 13 705 invånare (2011) och en landarea på 10,3 km².